# Антонио Франциско Брага
Антонио Франциско Брага (на португалски: Antônio Francisco Braga, 15 април 1868 – 14 март 1945) е бразилски композитор.

## Биография
Антонио Франсиско Брага е роден в Рио де Жанейро. Учи кларинет при Луис Антонио де Моура и хармония и контрапункт при Карлос де Мескита. През 1886 г. основава Sociedade de Concertos Populares. След провъзгласяването на Бразилската република през 1889 г. участва в конкурса за национални химни със композицията Hino à bandeira. Той е един от четиримата финалисти, но не печели, а като насърчение получава стипендия за стаж в Европа. От 1890 г. учи в Парижката консерватория при Жул Масне. След това прекарва известно време в Германия и Италия.
През 1900 г. се завръща в Бразилия. Впечатлен от творбите на Рихард Вагнер, той решава да създаде монументална творба, като за основа взема романа на Бернардо Гимараеш. Получената едноактна опера „Джупира“ е поставена в театър „Лирико“ през 1900 година. Брага преподава в Националния музикален институт. През 1912 г. става един от основателите на Sociedade de Concertos Sinfonicos и дирижира оркестъра на това общество до 1933 г. Един от неговите ученици е бразилската пианистка и композиторка Касилда Борхес Барбоса.
Антонио Брага създава три опери, няколко произведения за оркестър и камерни ансамбли, композира пиеси за пиано и много песни. Музиката на Брага се характеризира с високото качество на материала и лекотата на техниката – стил, придобит по време на обучението във Франция. За множеството създадени маршове и химни той получава прозвището Чико дос Хинос.
Умира в Рио де Жанейро на 76-годишна възраст.

## Съчинения
- Missa de S. Francisco Xavier (s.d.)
- Missa de S. Sebastião (s.d.)
- Te Deum (s.d.)
- Stabat Mater (s.d.)
- Trezena de S. Francisco de Paula (s.d.)
- A Paz, poem with chorus (s.d.)
- Oração pela Pátria, poem with chorus (s.d.)
- Trio, para piano, violin e cello (s.d.)
- Dois Quintetos (s.d.)
- Quarteto for wildwood and brasses (s.d.)
- Virgens Mortas, song with lyrics by Olavo Bilac (s.d.)
- Trovador do Sertão, for sing and band (s.d.)
- Hino à juventude brasileira (s.d.)
- Hino à Paz (s.d.)
- Paysage (1895)
- Cauchemar (1896)
- Brasil, marcha (1898)
- Marabá, symphonic poem, first work intended to Brazil (1898)
- Episódio Sinfônico (1898)
- Jupira, opera (1898)
- A Pastoral, lyric episode (1903)
- Hino à Bandeira Nacional (1905)
- Canto de Outono, for arch orchestra (1908)
- O Contratador de Diamantes, incidental music (1908)
- Insônia, symphonic poem (1908)
- Anita Garibaldi, opera (1912-1922)
- Many military marches, like Barão do Rio Branco, Satanás and Dragões da Independência